# Lago Marville
El Lago Marville (en francés: Lac Marville) es una laguna costera en las islas Kerguelen, parte de las Tierras Australes y Antárticas Francesas una extensión de aproximadamente 27 km² (10,4 millas cuadradas), es el lago más grande del archipiélago y uno de los más grandes de Francia. 
Su cuenca de drenaje cubre unos 250 km² (96,5 millas cuadradas).

## Ubicación
El lago Marville se encuentra en Grande-Terre, la isla principal del archipiélago, a lo largo de la costa noreste de la península Courbet, entre el cabo Sandwich al sur y el cabo Digby al norte.
Los balleneros lo conocían claramente ya en el siglo XIX, ya que el capitán Joseph J. Fuller en sus memorias describió un gran lago, en la parte posterior de Royal Bay, cuya circunferencia era de aproximadamente 15 millas. Sin embargo, no apareció ninguna mención del lago en los mapas hasta la década de 1930.

## Toponimia
Este gran lago fue mencionado oficialmente por primera vez por Edgar Aubert de la Rüe cuando informó sobre sus expediciones a Kerguelen en 1928-1929 y 1931. Eligió el nombre de Marville sin publicar las razones.

## Hidrología
El lago Marville es poco profundo y la superficie del cuerpo de agua está aproximadamente a 1 m (3 pies 3 pulgadas) sobre el nivel del mar. Su área de 27 km 2 (10 millas cuadradas)  es bastante similar a la de Lago Morar (Escocia). Es el lago más grande de las islas Kerguelen, muy por delante de los lagos Bontemps o d'Entr'Aigues, cuya superficie es de unos 6,3 km 2 (2,4 millas cuadradas). 
Es un lago costero, en realidad una antigua laguna separada del Océano Índico por un Cordón litoral, de 5 km (3,1 millas) de largo y de 100 m (330 pies) a 500 m (1600 pies) de ancho. 
El lago Marville tiene aproximadamente 6,5 km (4,0 millas) de largo y 5,25 km (3,26 millas) de ancho; por lo tanto, se diferencia de la mayoría de los grandes lagos de Kerguelen que tienen una forma alargada, limitada por la morfología escarpada de los valles. 
Siete islotes salpican el lago. El más grande apenas supera las 7 ha (17 acres). 
Incluso antes de que se cartografiara el lago, los navegantes (especialmente los de la Expedición Challenger en 1874) habían señalado en la entrada norte de la salida un montículo verde notable, el "Morne Vert". 
El lago Marville es alimentado principalmente por el Rivière de l'Est que se origina al pie del Monte Courbet y el Pico Delta en las montañas occidentales de la península de Courbet.  En la desembocadura del lago, 24 km (15 millas) río abajo, el Cauce del río se ensancha para alcanzar más de 150 m (490 pies).  Numerosos caudales completan este aporte, descendiendo de las colinas de Azorella o de Hautes Mares al norte y del monte Peeper al sur.  La cuenca del lago, la más grande del archipiélago de Kerguelen a la par con la del sistema formado por el Clarée y el Rivière des Galets, cubre un área de 250 km 2 (97 millas cuadradas). 
Una salida corta desemboca en el océano a lo largo de la costa a lo largo de la playa trasera hacia el sur. 
El agua dulce contiene 120 mg/l (6,9 × 10 −5  oz/cu in) de sales disueltas con una alta proporción de cloruros debido a la influencia marina.

## Ecología
Como toda la llanura oriental de la península de Courbet, numerosas turberas ocupan los bordes del lago.
Ningún pez nativo vive en los lagos y ríos de Kerguelen. A fines de la década de 1950, los salmónidos fueron introducidos deliberadamente en el archipiélago. La  trucha marrón (Salmo trutta), en particular las liberadas en la Rivière du Château, colonizó todo el sistema de drenaje de la península gracias a su forma migratoria marina. Su llegada a Lac Marville se produjo entre 1982 y 1992. 
Una especie de alga verde de agua dulce perteneciente al género Pediastrum, (Pediastrum marvillense), fue descrita por primera vez en el Lago Marville.

## Geología
La formación del lago parece ligada al cierre de un antiguo golfo marino. 
El fondo está constituido por depósitos cuaternarios finos , arcillo-arenosos, de origen fluvio-glacial.